# Tomasz Piątek (pisarz)
Tomasz Piątek (ur. 16 marca 1974 w Pruszkowie) – polski pisarz, dziennikarz i copywriter.

## Życiorys
Uczęszczał do II Liceum Ogólnokształcącego im. Stefana Batorego w Warszawie; w 1993 zdał maturę. Ukończył lingwistykę na Uniwersytecie w Mediolanie.
W latach 1995–1999 pracował jako dziennikarz w „Polityce”, RMF FM, „La Stampa”, Inforadiu, Radiostacji oraz jako ekspert psycholingwista. Publikował felietony w miesięczniku „Film” i w dzienniku „Życie Warszawy”, od lutego 2009 do września 2013 pisał do „Krytyki Politycznej”. Został stałym felietonistą dziennika „Gazeta Wyborcza”. Pracował również w reklamie.
Jego debiutancka powieść Heroina (2002), częściowo oparta na własnych doświadczeniach życiowych, została nagrodzona honorową nagrodą „Książka lata 2002” przyznaną przez Bibliotekę Raczyńskich w Poznaniu, zaś Piątek został za nią nominowany do nagrody Paszport „Polityki”. Drugą jego książką była powieść kryminalna Kilka nocy poza domem (2002), zaś w 2003 rozpoczął trylogię fantasy Ukochani poddani cesarza. Anty-thriller Bagno został nominowany do nagrody Wielki Kaliber dla najlepszych powieści kryminalnych. Heroina została wydana po rosyjsku (w Rosji i na Ukrainie) oraz serbsku, Kilka nocy poza domem – po hiszpańsku (w Argentynie i innych krajach Ameryki Łacińskiej), Bagno i Przypadek Justyny – po włosku.
W latach 2007–2012 mieszkał w Łodzi.
W 2009 za powieść Pałac Ostrogskich (2008) został nominowany do Nagrody Literackiej „Nike”. W 2011 otrzymał nominację do nagrody Paszport „Polityki” za powieść Wąż w kaplicy (2010).
Od 2012 mieszka w Warszawie. W lutym 2012 podjął pracę copywritera w agencji reklamowej Brasil.
Jego książka Macierewicz i jego tajemnice (2017) w ciągu miesiąca od ukazania się została sprzedana w liczbie 100 tysięcy egzemplarzy. W swojej książce Piątek opisuje powiązania Antoniego Macierewicza z osobami, które są zgodnie ze znalezionymi przez Piątka dokumentami powiązane z rosyjskim wywiadem. W odpowiedzi na tę publikację Macierewicz złożył zawiadomienie do prokuratury, zarzucając Piątkowi przemoc i groźby wobec funkcjonariusza państwowego. Tydzień później przedstawiciele organizacji pozarządowych, m.in. Reporterzy bez Granic, International Press Institute, Freedom House i Global Editors Network, w liście do Macierewicza nazwali to działanie elementem kampanii dławienia wolności wypowiedzi w Polsce.
W listopadzie 2017 otrzymał za napisanie książki Nagrodę Wolności Prasy, przyznawaną przez międzynarodową organizację Reporterzy bez Granic we współpracy z telewizją TV5 Monde. W październiku 2018 otrzymał Nagrodę Wolności i Przyszłości Mediów przyznawaną przez Medienstiftung der Sparkasse Leipzig z siedzibą w Lipsku za odwagę i dociekliwość dziennikarską. Do rezygnacji z przyznania tej nagrody namawiał jej fundatora ambasador Andrzej Przyłębski.
W latach 2019–2020 był dziennikarzem radia internetowego Halo.Radio, gdzie prowadził audycję autorską. Od 2021 prowadzi program Dochodzenie prawdy na kanale Reset Obywatelski w serwisie internetowym YouTube. W 2025 dołączył do redakcji serwisu goniec.pl.
Oprócz Macierewicza i jego tajemnic, w latach 2018-2024 wydał osiem innych książek o rosyjskich, białoruskich i chińskich związkach polskich polityków. Chodziło głównie o liderów partii Prawo i Sprawiedliwość oraz innych przedstawicieli prawicy. Książki są szczegółowo udokumentowane i zawierają setki przypisów źródłowych. Piątek opublikował też liczne artykuły prasowe na temat koneksji polskiej prawicy z postsowieckim Wschodem.
W związku z tymi publikacjami miał ponad 20 procesów. Wygrał kilkanaście z nich, z czego większość prawomocnie, dwukrotnie przed Sądem Najwyższym  . Mimo to był nieraz krytykowany w internecie i mediach (głównie prawicowych, ale nie tylko). Niektóre z wystąpień krytycznych miały charakter rzeczowy, inne przybierały postać nagonki . 
Przegrał jeden proces, wytoczony przez byłego senatora Platformy Obywatelskiej, międzynarodowego przedsiębiorcę Tomasza Misiaka. Misiak poczuł się urażony informacjami o swoich związkach z Rosją, zawartymi w książce Morawiecki i jego tajemnice. Przeciwko wyrokowi protestowała m.in. organizacja Reporterzy Bez Granic. Przedstawiciele organizacji argumentowali, że Piątek został skazany bez udziału w procesie i bez prawa do obrony, ponieważ nie wiedział o rozprawach . Powiadomienia miały trafiać na niewłaściwy adres, ponieważ Misiak nie poinformował sądu, że zna adresy, pod którymi Piątek odbiera korespondencję. Pisarz starał się o wznowienie procesu. Jednak sędzia Przemysław Filipkowski odrzucił jego wniosek. W uzasadnieniu sędzia przyznał, że sąd powinien był wysyłać wezwania na właściwy adres oskarżonego. Sędzia Filipkowski przyznał też, że w sprawie naruszono przepisy Kodeksu Postępowania Karnego. Mimo to sędzia zatwierdził wyrok na pisarza. Uznał bowiem, że „ponowne rozpatrzenie sprawy stworzyłoby niebezpieczny precedens, który pozwoliłby oskarżonym odmawiać podawania adresu sądom i unikać w ten sposób ścigania" .

## Życie prywatne
Przez kilka lat zmagał się z uzależnieniem od narkotyków (w tym heroiny) i alkoholu; uzależnienia te były jedną z przyczyn rozpadu jego pierwszego małżeństwa (z Hanną Gill-Piątek).
Jest członkiem Kościoła Ewangelicko-Reformowanego.

## Twórczość

### Powieści

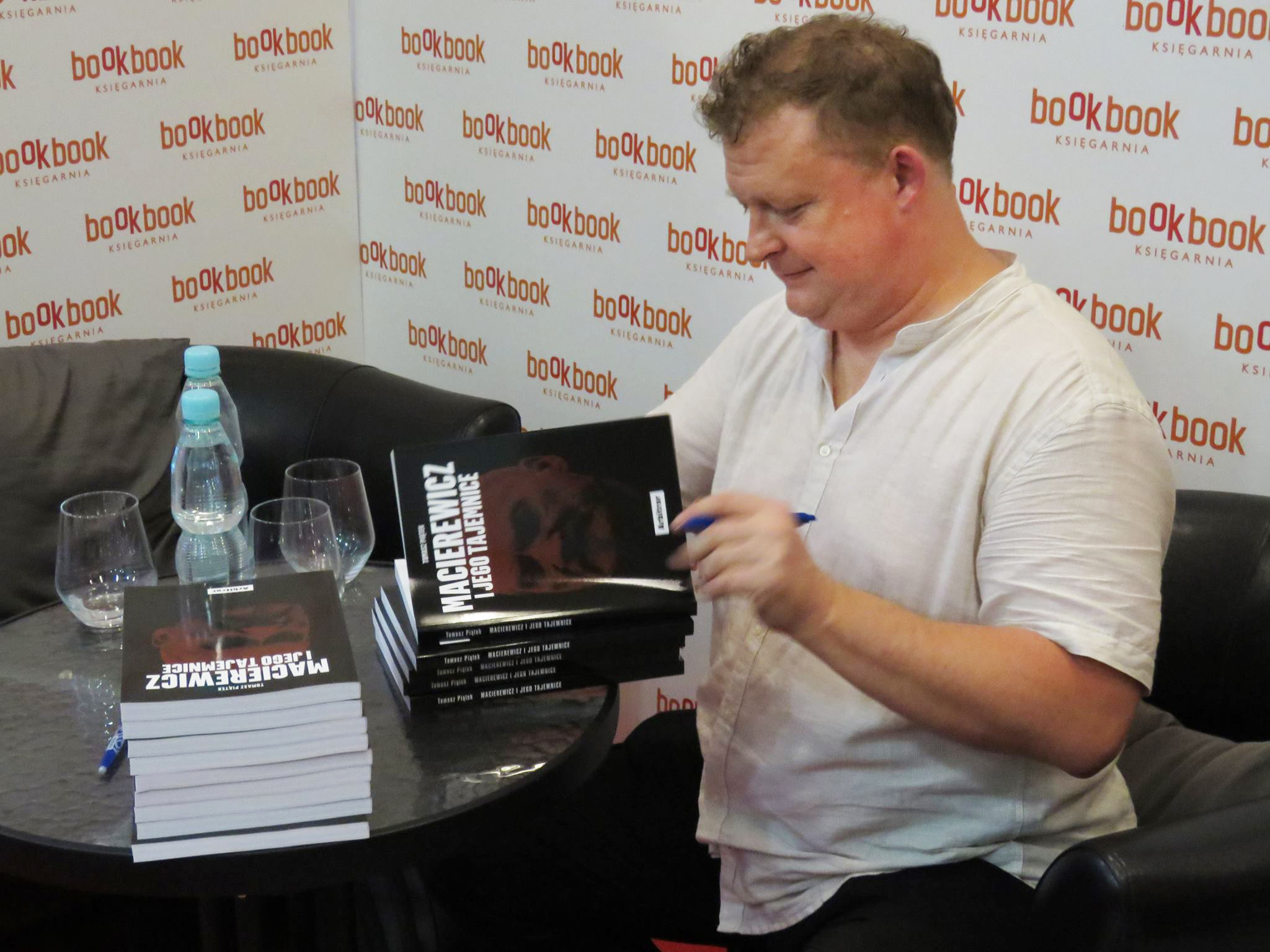
Tomasz Piątek podpisuje książkę pt. Macierewicz i jego tajemnice – Warszawa, 29 czerwca 2017

- Heroina (Wydawnictwo Czarne 2002) – Nagroda Książki Lata 2002 Biblioteki Raczyńskich w Poznaniu
- Kilka nocy poza domem (Wydawnictwo Czarne 2002)
- Bagno (Wydawnictwo Czarne 2004)
- Przypadek Justyny (Wydawnictwo Czarne 2004)
- Nionio (Wydawnictwo Literackie 2005)
- Dobry Pan (Państwowy Instytut Wydawniczy 2005)
- Błogosławiony wiek (Państwowy Instytut Wydawniczy 2006)
- Pałac Ostrogskich (W.A.B. 2008) – finalista Nagrody Literackiej Nike
- Morderstwo w La Scali (W.A.B. 2009)
- Wąż w kaplicy (W.A.B. 2010)
- Podręcznik dla klasy pierwszej (Wydawnictwo Krytyki Politycznej 2011)
- Miasto Ł (W.A.B. 2012)
- Magdalena (W.A.B. 2014)
- Kartoflada (W.A.B. 2016)

#### Cykl:Ukochani poddani cesarza
- Żmije i krety (Runa 2003)
- Szczury i rekiny (Runa 2004)
- Elfy i ludzie (Runa 2004)

### Eseje, literatura faktu
- Antypapież (Wydawnictwo Krytyki Politycznej 2011)
- Macierewicz i jego tajemnice (Wydawnictwo Arbitror 2017)[18]
- Macierewicz. Jak to się stało (Wydawnictwo Arbitror 2018)
- Morawiecki i jego tajemnice (Wydawnictwo Arbitror 2019)
- Duda i jego tajemnice, współautor z Marcinem Celińskim (Wydawnictwo Arbitror 2020)[19]
- Rydzyk i przyjaciele. Kręte ścieżki 1945–1999 (Wydawnictwo Arbitror 2021)[20]
- Rydzyk i przyjaciele. Wielkie żniwo 1999–2020 (Wydawnictwo Arbitror 2021)[21]
- Kaczyński i jego pajęczyna. Tkanie sieci 1949-1995 (Wydawnictwo Arbitror 2022)[22]
- Wielkie łowy Kaczyńskiego 1995-2023 (Wydawnictwo Arbitror 2023)[23]
- Służby PiS (Wydawnictwo Arbitror 2024)[24]